# Product (categorietheorie)
In de categorietheorie, een abstract deelgebied van de wiskunde, is het product van twee of meer objecten in een categorie een notie die bedoeld is om de essentie achter constructies in andere gebieden van de wiskunde vast te leggen. Denk daarbij bijvoorbeeld aan het cartesische product van verzamelingen, het directe product van groepen, het direct product van ringen en het product van topologische ruimten. In wezen is het product van een familie van objecten binnen de categorietheorie het meest algemene object dat een morfisme voor elk van de gegeven objecten toelaat.

## Definitie
Laat {\displaystyle X_{1}} and {\displaystyle X_{2}} objecten van een categorie {\displaystyle C} zijn. Een product var {\displaystyle X_{1}} en {\displaystyle X_{2}} is een object {\displaystyle X}, meestal als {\displaystyle X_{1}\times X_{2}} geschreven, met twee morfismen {\displaystyle \pi _{1}:X\to X_{1}} en {\displaystyle \pi _{2}:X\to X_{2}} die de volgende eigenschap hebben:
- Voor elk object {\displaystyle Y} en elke twee morfismen {\displaystyle f_{1}:Y\to X_{1}} en {\displaystyle f_{2}:Y\to X_{2},} bestaat een uniek morfisme {\displaystyle f:Y\to X_{1}\times X_{2}} zodat het volgende diagram commuteert:

Of een product bestaat hangt af van de categorie {\displaystyle C} en van de beide objecten {\displaystyle X_{1}} en {\displaystyle X_{2}}. Als het bestaat is het, tot op isomorfie, uniek.